# Корбозерская волость
Корбозе́рская во́лость — историческая административно-территориальная единица (волость) в составе Пудожского уезда Олонецкой губернии Российской Империи и РСФСР. Волость состояла из 21 населённого пункта. Волостное правление располагалось в селении Васюковская (Погост).
Упразднена в 1927 году.
В настоящее время территория Корбозерской волости относится в основном к Пудожскому району Республики Карелия.

## География
Самым удалённым от волостного правления поселением было Вирозеро (42 версты).

## История
Декретом ВЦИК от 18 сентября 1922 года Олонецкая губерния была упразднена и волость включена в состав Карельской трудовой коммуны.
В ходе реформы административно-территориального деления СССР в 1927 году волость была упразднена.  

## Состав

### Сельские общества
В состав волости входили сельские общества, включающие 21 деревню:
- Водлинское общество
- Корбозерское общество
- Салмозерское общество

### Насёленные пункты
| Водлинское общество          |       |         |       |              |
| Поселение                    | Семей | Человек | До ВП | Школа        |
| Водла при реке Водле         | 39    | 198     | 32    | Есть         |
| Нижний падун при реке Водле  | 7     | 47      | 40    | В 8 верстах  |
| Верхний падун при реке Водле | 8     | 54      | 40    | В 9 верстах  |
| Вирозеро при озере Вирозере  | 5     | 33      | 42    | В 10 верстах |
| Итого                        | 59    | 332     |       | 1            |

| Корбозерское общество                                  |       |         |       |                   |
| Поселение                                              | Семей | Человек | До ВП | Школа             |
| Васюковская (Погост) при озере Корбозере               | 20    | 167     | 0     | В 1 версте        |
| Бурновская Пустошь (Маластарицына) при озере Корбозере | 2     | 13      | 0,25  | В 1 версте        |
| Стешевская при озере Корбозере                         | 28    | 188     | 1     | В смежном селении |
| Чуркина-гора при реке Корбе и озере Корбозере          | 26    | 173     | 2     | В 0,5 версты      |
| Татарская-гора при озере Тамбиче                       | 13    | 79      | 12    | Есть              |
| Костина-гора при озере Тамбиче                         | 18    | 97      | 14    | В 2 верстах       |
| Пялозеро при озере Пялозере                            | 17    | 126     | 12    | В 11 верстах      |
| Заболотний след при озере Пелус                        | 12    | 77      | 10    | В 11 верстах      |
| Пелус-озеро при озере Пелус                            | 25    | 139     | 10    | В 11 верстах      |
| Итого                                                  | 161   | 1059    |       | 1                 |

| Салмозерское общество                                  |       |         |       |               |
| Поселение                                              | Семей | Человек | До ВП | Школа         |
| Еремеевская (Конец) при реке Усть-реке озере Салмозере | 15    | 115     | 15    | В 5 верстах   |
| Усть-река при реке Усть-реке озере Салмозере           | 11    | 75      | 14    | В 4 верстах   |
| Константиновская (Минина) при озере Салмозере          | 11    | 73      | 12    | В 2 верстах   |
| Демантовская при озере Салмозере                       | 5     | 29      | 12    | В 2 верстах   |
| Кузнецовская (Погост) при озере Салмозере              | 15    | 76      | 12    | В 2 верстах   |
| Салма при озере Салмозере                              | 13    | 99      | 10    | Есть          |
| Салма-Наволок при озере Салмозере                      | 2     | 14      | 10    | В 0,25 версты |
| Рубцовская при реке Корбе                              | 14    | 101     | 10    | В 1 версте    |
| Итого                                                  | 86    | 582     |       | 1             |

## Население
На 1905 год численность населения волости составляла 1973 человек. Из них мужчин 958, женщин 1015. Крестьян среди них 1960 (949 муж / 1011 жен), некрестьянского населения 1960 (9 муж / 4 жен).

## Инфраструктура
Личное подсобное хозяйство с зоной сельскохозяйственного использования, индивидуальная застройка усадебного типа. На 1905 год в волости насчитывалось 282 дома и 306 семей из 1973 человек. В среднем на каждый крестьянский дом (семью) приходилось по 7 (6,5) человек.
Основа экономики — сельское хозяйство. На 1905 год в волости насчитывалось 332 лошади, 557 коров и 786 голов прочего скота.
В волости в 1905 году были 3 школы в селениях Водла, Татарская-гора и Салма. В среднем на 658 человек приходилась 1 школа. Дальше всего до школы было добираться из селения Пялозеро (11 вёрст). В пределах пяти вёрст от ближайшей школы находилось 14 поселений общей численностью 1382 жителя (70,05%).